# Akira Tozawa
Akira Tozawa (jap. 戸澤 陽 Tozawa Akira; ur. 22 lipca 1985 w Nishinomiyi) – japoński profesjonalny wrestler, obecnie występujący w federacji WWE w brandzie Raw w dywizji cruiserweight, gdzie w przeszłości był posiadaczem WWE Cruiserweight Championship. Jest najbardziej znany z występów w japońskim Dragon Gate, a także w amerykańskich Chikara, Dragon Gate USA i Pro Wrestling Guerrilla.

## Kariera profesjonalnego wrestlera

### Dragon Gate (2005–2010)
Akira Tozawa był trzecią osobą, która ukończyła szkolenie w dojo federacji Dragon Gate. Przygodę rozpoczął będąc częścią grupy M2K. Po debiucie przegrał dziesięć walk i został odesłany z powrotem do dojo. Powrócił do Dragon Gate w październiku 2005 i rozpoczął współpracę z Yukim Ono. Współpraca trwała krótko i zmienił partnera na Vangelisa. Po pokonaniu Narukiego Doi w turnieju Brave Gate League, Kenichiro Arai zaoferował mu miejsce w zespole M2K, jednakże Tozawa odrzucił propozycję i sam utworzył grupę Tozawa-juku; pomimo nazwy nie był jej liderem.
11 lipca 2008 po półtorarocznej współpracy z Ono postanowił zrzucić wagę i rozpocząć rywalizacje o tytuł Open the Triangle Gate Championship wraz z Shinobu i El Generico. Zawalczyli z posiadaczami mistrzostw Masaakim Mochizukim, Donem Fujiim i Magnitude Kashiwadą, lecz walkę przegrali i z powodu nałożonej stypulacji jego drużyna została rozwiązana. Niedługo potem on i Taku Iwasa zaczęli współpracować z Shingo Tanagim, zaś 11 stycznia 2009 dołączył do nich Dragon Kid, wskutek czego utworzyli zespół Kamikaze. Dwa tygodnie później Tozawa wziął udział w turnieju Battle of Tokyo, lecz w finale przegrał z Kagetorą. Spośród członków Kamikaze, Tozawa występował w najmniej ważnych pojedynkach i często je przegrywał. Po przegranej z posiadaczem Open the Brave Gate Championship Cimą i Cyber Kongiem, Tozawa opuścił Japonię i od maja 2010 rozpoczął występy w Stanach Zjednoczonych.

### Amerykańskie federacje (2010–2016)

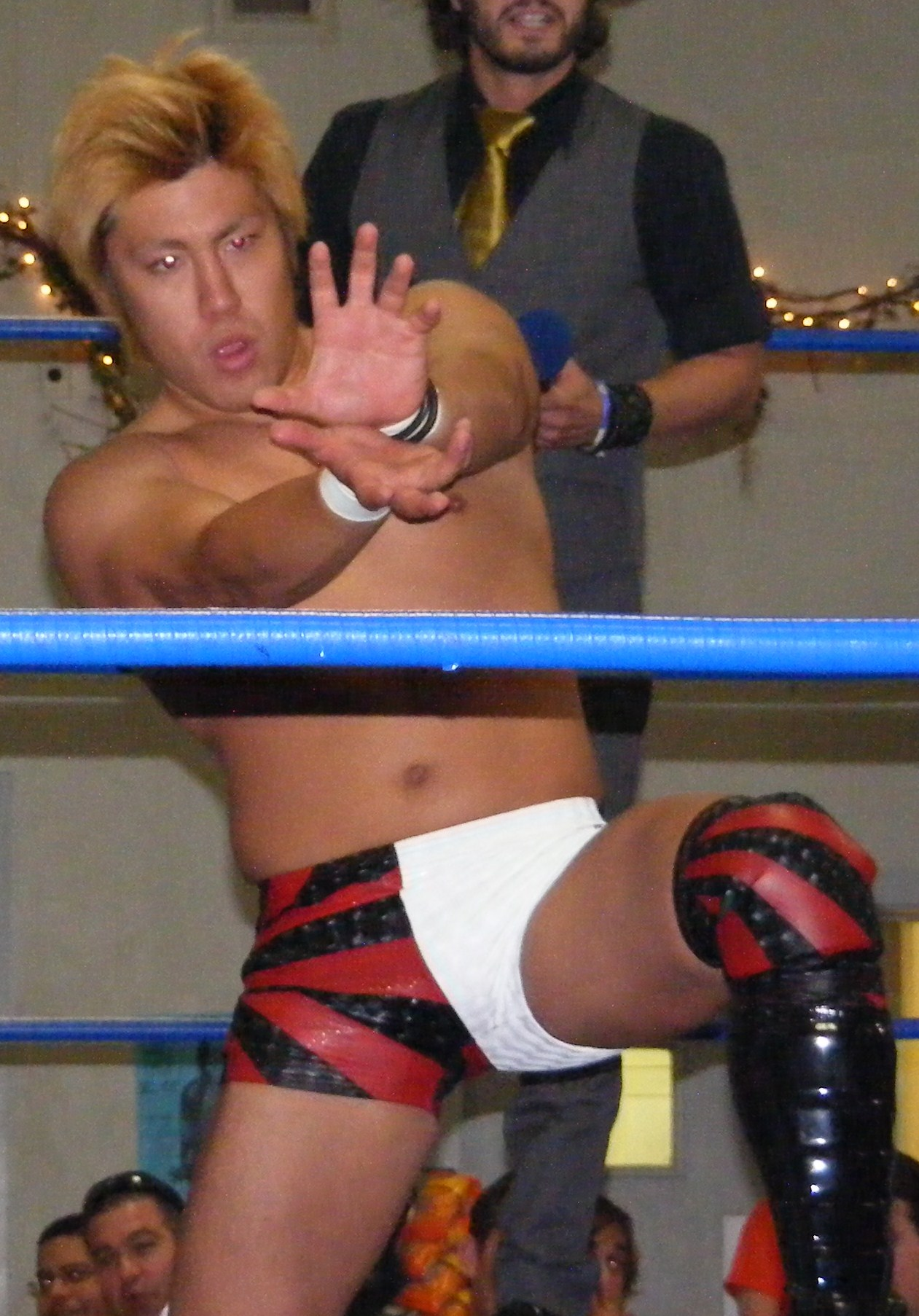
Tozawa w styczniu 2010

7 maja 2010 Tozawa zadebiutował w federacji Dragon Gate USA i w roli heela dołączył do grupy Kamikaze USA; między innymi z Gran Akumą przegrał w pojedynku drużynowym z Mikiem Quackenbushem i Jigsawem. W maju rozpoczął również występy w federacji Pro Wrestling Guerrilla, gdzie zadebiutował 9 maja podczas corocznego turnieju Dynamite Duumvirate Tag Team Title Tournament, w którym on i Yamato przegrali z The Briscoe Brothers (Jayem i Markiem Briscoe). 11 czerwca i 30 lipca pokonał kolejno Scotta Losta i Chrisa Sabina.
W sierpniu wziął udział w turnieju Young Lions Cup VIII federacji Chikara. W pierwszej rundzie pokonał Green Anta, lecz w półfinałowym sześcioosobowym eliminacyjnym starciu został wyeliminowany jako ostatni. 29 sierpnia podczas ostatniego dnia gal turniejowych został pokonany przez Hallowickeda w singlowym starciu. 5 września wziął udział w turnieju PWG Battle of Los Angeles 2010 i w pierwszej rundzie pokonał El Generico. W kolejnym szczeblu turnieju został wyeliminowany przez Chrisa Hero. Tozawa powrócił do PWG 11 grudnia 2010, lecz przegrał z Kevinem Steenem. Mimo przegranej Steen wybrał go jako swojego partnera w turnieju DDT4 2011. Duo występujące jako Nightmare Violence Connection wygrało w pierwszej rundzie z The Briscoe Brothers, a także z posiadaczami ROH World Tag Team Championship The Kings of Wrestling (Chrisem Hero i Claudiem Castagnolim). W finale przegrali z The Young Bucks (Mattem i Nickiem Jacksonem).
Na początku 2011, Tozawa odnosił zwycięstwa między innymi nad Samim Callihanem, Austinem Ariesem i BxB Hulkiem, lecz w międzyczasie zaczął kłócić się z kolegami z Kamikaze USA Jonem Moxleyem i Yamato, co doprowadziło do wyrzucenia go z grupy i zmiany roli postaci w protagonistę. Podczas nagrań gal Dragon Gate USA z 3 kwietnia, Tozawa pokonał Moxleya i zgarnął miano pretendenta do tytułu Open the Freedom Gate Championship będącego w posiadaniu Yamato; pojedynek przegrał. Dzień wcześniej podczas gali Mercury Rising 2011 przegrał walkę z PAC-iem o Open the Brave Gate Championship.

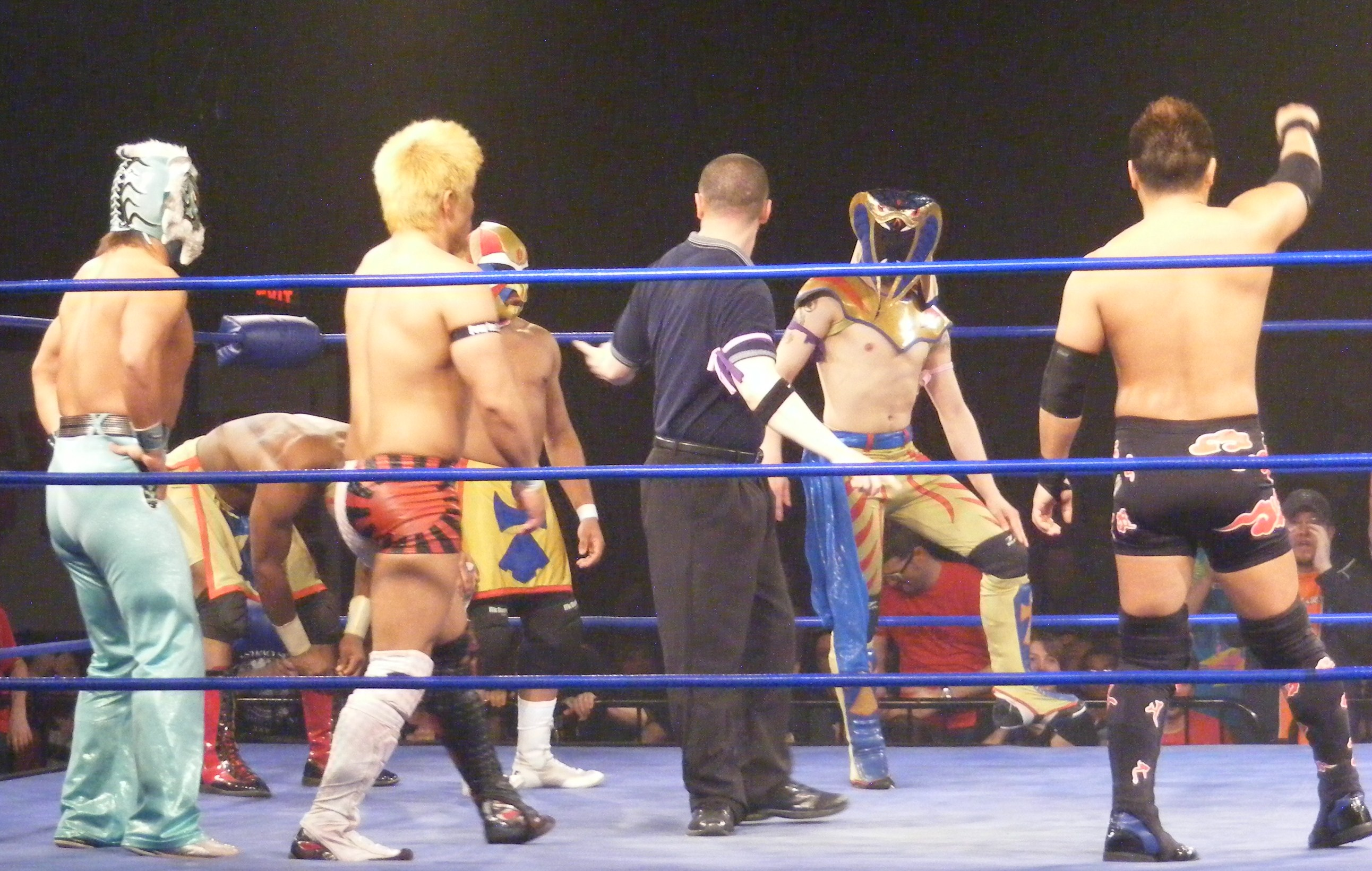
Tozawa (trzeci od lewej) wraz z Kagetorą i Super Shisą, którzy reprezentowali Dragon Gate podczas turnieju King of Trios 2011.

15 kwietnia powrócił do federacji Chikara i reprezentował Team Dragon Gate z Kagetorą i Super Shisą w turnieju King of Trios 2011. Dotarli do ćwierćfinału, w którym zostali pokonani przez The Osirian Portal (Amasisa, Hieracona i Ophidiana). 17 kwietnia przegrał w starciu z Eddiem Kingstonem. Dwa dni później zadebiutował w promocji Evolve podczas ich pierwszej internetowej gali pay-per-view, gdzie przegrał z Chuckiem Taylorem. 15 maja zdobył tytuł U-30 Young Gun Championship federacji Anarchy Championship Wrestling, co było jego pierwszym tytułem w karierze. Utracił go na rzecz Geralda Jamesa sześć dni później.

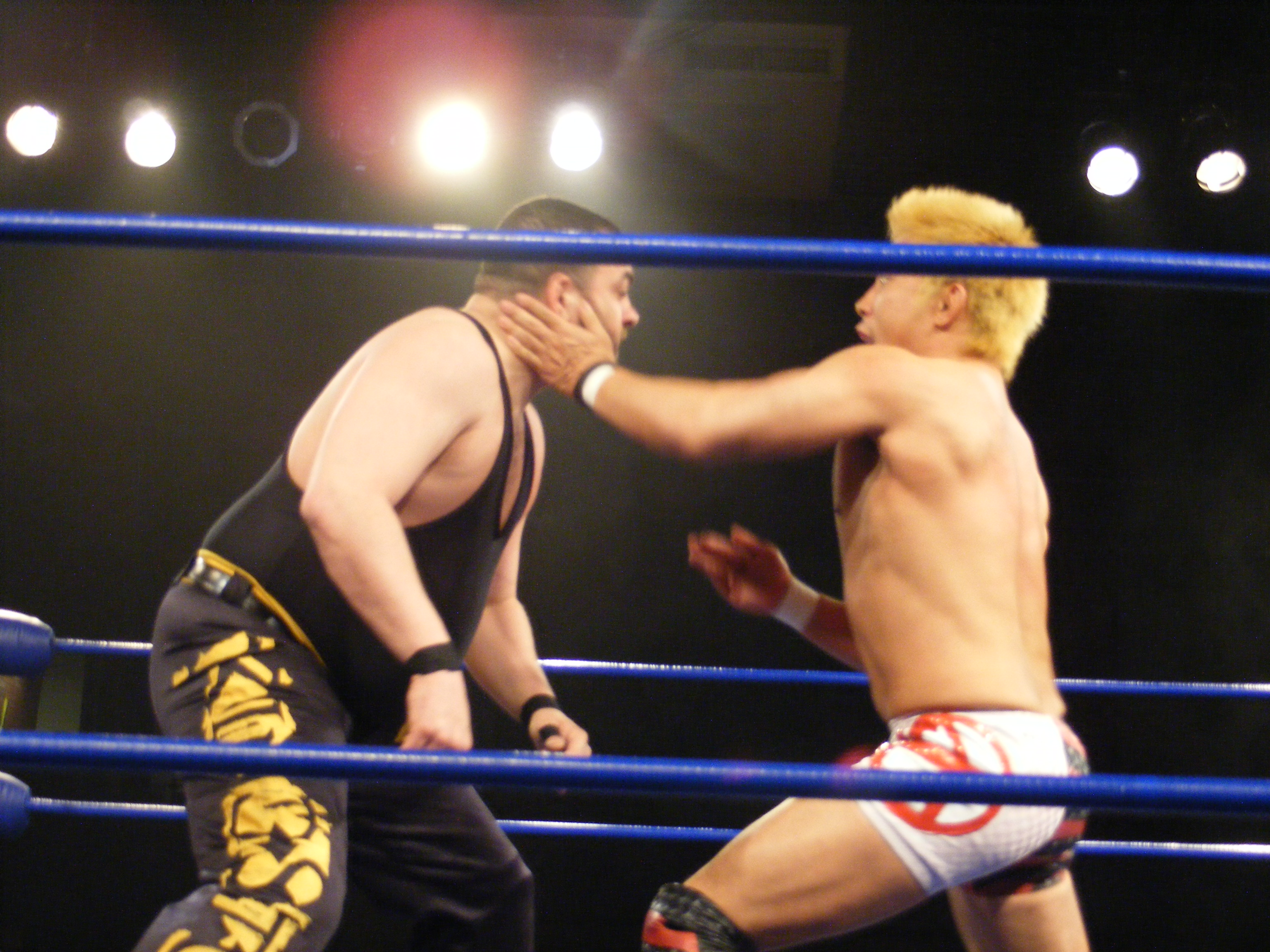
Tozawa (po prawej) walczący z Eddiem Kingstonem w 2011.

27 maja powrócił do PWG i podczas pierwszej nocy All Star Weekend 8 on i Kevin Steen pokonali El Generico i Ricocheta. Dobę później wziął udział w dwóch walkach, gdzie wraz ze Steenem pokonali RockNES Monsters (Johnny’ego Goodtime'a i Johnny’ego Yumę), a także Chrisa Hero w jego ostatnim pojedynku dla PWG. 3 czerwca Tozawa i Yamato przegrali w walce z Masato Yoshino i PAC-iem o Open the United Gate Championship. 28 czerwca 2012 przegrał starcie o Open the Freedom Gate Championship z Johnnym Gargano. Trzynaście miesięcy później otrzymał rewanż o tytuł z Gargano, lecz ponownie został przez niego pokonany. 24 lipca 2015 ponownie powrócił do PWG, gdzie przegrał z Ricochetem, zaś podczas pierwszego show federacji w 2016 poniósł porażkę w walce z Zackiem Sabrem Juniorem.

### Powrót do Dragon Gate (2011–2016)
8 czerwca 2011 Tozawa powrócił do Dragon Gate i przyłączył się do stajni Blood Warriors. Po swoim powrocie zaczął być traktowany jako poważny zawodnik i był promowany przez federację, między innymi pokonując Shingo Takagiego 17 lipca podczas gali Kobe Pro Wrestling Festival 2011. W sierpniu on i członek Blood Warriors, BxB Hulk, wzięli udział w Summer Adventure Tag League 2011, który wygrali pokonując w finale Masaakiego Mochizukiego i Yamato z grupy Junction Three. 16 września Tozawa pokonał Yamato w no ropes, no disqualification matchu. Dzięki zwycięstwu zawalczył z Mochizukim o Open the Dream Gate Championship, lecz 13 października przegrał z nim walkę. 1 grudnia Tozawa i BxB Hulk pokonali Kagetorę i Susumu Yokosukę zdobywając zawieszone Open the Twin Gate Championship. 19 stycznia 2012 Tozawa i Hulk odwrócili się od lidera grupy Blood Warriors, Cimy, przez co ten przegrał dziesięcioosobowy „Loser Leaves Unit” tag team match i został wyrzucony z grupy. Rolę lidera grupy przejął Tozawa. 9 lutego doprowadził do zwycięstwa swojej drużyny nad Junction Three powodując rozwiązanie rywalizującej grupy. 1 marca zmienił nazwę grupy Blood Warriors na Mad Blankey. Trzy dni później Tozawa i BxB Hulk utracili Open the Twin Gate Championship na rzecz Jimmy’ego Kagetory’ego i Jimmy’ego Susumu.
22 lipca otrzymał kolejną szansę na pojedynek o Open the Dream Gate Championship, który przegrał z Cimą. 19 sierpnia Tozawa, BxB Hulk i Naoki Tanisaki pokonali Cimę, Gammę i Magnitude Kishiwadę wygrywając kolejny turniej Summer Adventure Tag League 2012 i zawieszone Open the Triangle Gate Championship. Tytuły utracili 21 października na rzecz Kaettekita Veteran-gun (Gammy, Huba i Kishiwady). 5 maja 2013 został ponownie pokonany przez Cimę w walce wieczoru gali Dead or Alive 2013 o Open the Dream Gate Championship. 15 czerwca on i BxB Hulk odzyskali Open the Twin Gate Championship od Shingo Takagiego i Yamato, kiedy to Yamato odwrócił się od partnera i dołączył do grupy Mad Blankey. 21 lipca Naruki Doi i Ricochet pozbawili tytułów Tozawy i Hulka. 1 sierpnia po wygranej Mad Blankey nad grupą -akatsuki-, członkowie grupy odwrócili się od Tozawy, wyrzucili go z drużyny i jako nowego lidera wyznaczyli Yamato. Niespełna miesiąc później zawiązał sojusz z Shingo Takagim i Uhaa Nationem. 12 września dołączyli się do nich Masato Yoshino, Ricochet i Shachihoko Boy, zaś cała szóstka zaczęła występować jako Monster Express. 22 grudnia Tozawa i Takagi pokonali Narukiego Doi i Yamato o Open the Twin Gate Championship. Tytuły mistrzowskie utracili pół roku później na rzecz Eity i T-Hawka. 28 lutego 2015 Tozawa wygrał swój pierwszy singlowy tytuł w Dragon Gate, gdzie pokonując Kzy’ego zgarnął Open the Brave Gate Championship. Pod koniec marca zdobył Open the Owarai Gate Championship pokonując Yosuke♥Santa Maria. Open the Brave Gate i Open the Owari Gate Championship utracił kolejno 1 i 14 listopada na rzecz Naokiego Tanazakiego i Mr. Nakagawy.
22 września 2016 przegrał walkę z Yamato o Dream Gate Championship. Trzy dni później ogłosił, że swoją ostatnią walkę dla Dragon Gate stoczy 3 listopada, po czym przeprowadzi się do Stanów Zjednoczonych i zacznie występować dla WWE. W ostatniej walce on, Masato Yoshino i Naruki Doi przegrali z Shingo Takagim, Yamato i BxB Hulkiem.

### WWE

#### Dywizja cruiserweight (od 2016)
31 marca 2016 Tozawa został ogłoszony jednym z członków nadchodzącego turnieju Cruiserweight Classic. 23 czerwca pokonał w pierwszej rundzie Kennetha Johnsona, zaś trzy tygodnie później Jacka Gallaghera. W ćwierćfinale z 26 sierpnia odpadł z turnieju będąc pokonanym przez Gran Metalika.
5 września podczas odcinka tygodniówki Raw został ogłoszony jednym z członków przywróconej dywizji cruiserweight. Zadebiutował 6 lutego 2017 podczas odcinka Raw, gdzie w singlowym starciu pokonał Drewa Gulaka. Wiosną Tozawa przyłączył się do grupy „Titus Worldwide” prowadzonej przez Titusa O’Neila i rozpoczął rywalizację z posiadaczem WWE Cruiserweight Championship Neville’em. W lipcu podczas gali Great Balls of Fire przegrał starcie o tytuł z Neville’em. 14 sierpnia podczas tygodniówki Raw zdołał pokonać Neville’a w walce wieczoru i zdobyć WWE Cruiserweight Championship pierwszy raz w karierze. Neville odzyskał tytuł sześć dni później podczas gali SummerSlam. 10 października podczas tygodniówki 205 Live został zaatakowany przez Drewa Gulaka, z którym rozpoczął rywalizację. 13 listopada podczas tygodniówki Raw on i Kalisto przegrali z Enzo Amore i Gulakiem. 21 listopada podczas tygodniówki 205 Live pokonał Gulaka w starciu typu Street Fight, który zakończył ich scenariusz. 27 listopada wziął udział w czteroosobowym starciu o miano pretendenta do Cruiserweight Championship, który wygrał Rich Swann.

## Inne media
Postać Tozawy po raz pierwszy przedstawiono w grze WWE 2K18.

## Styl walki
- Finishery
  - Bridging delayed German suplex[1][69][70][71]

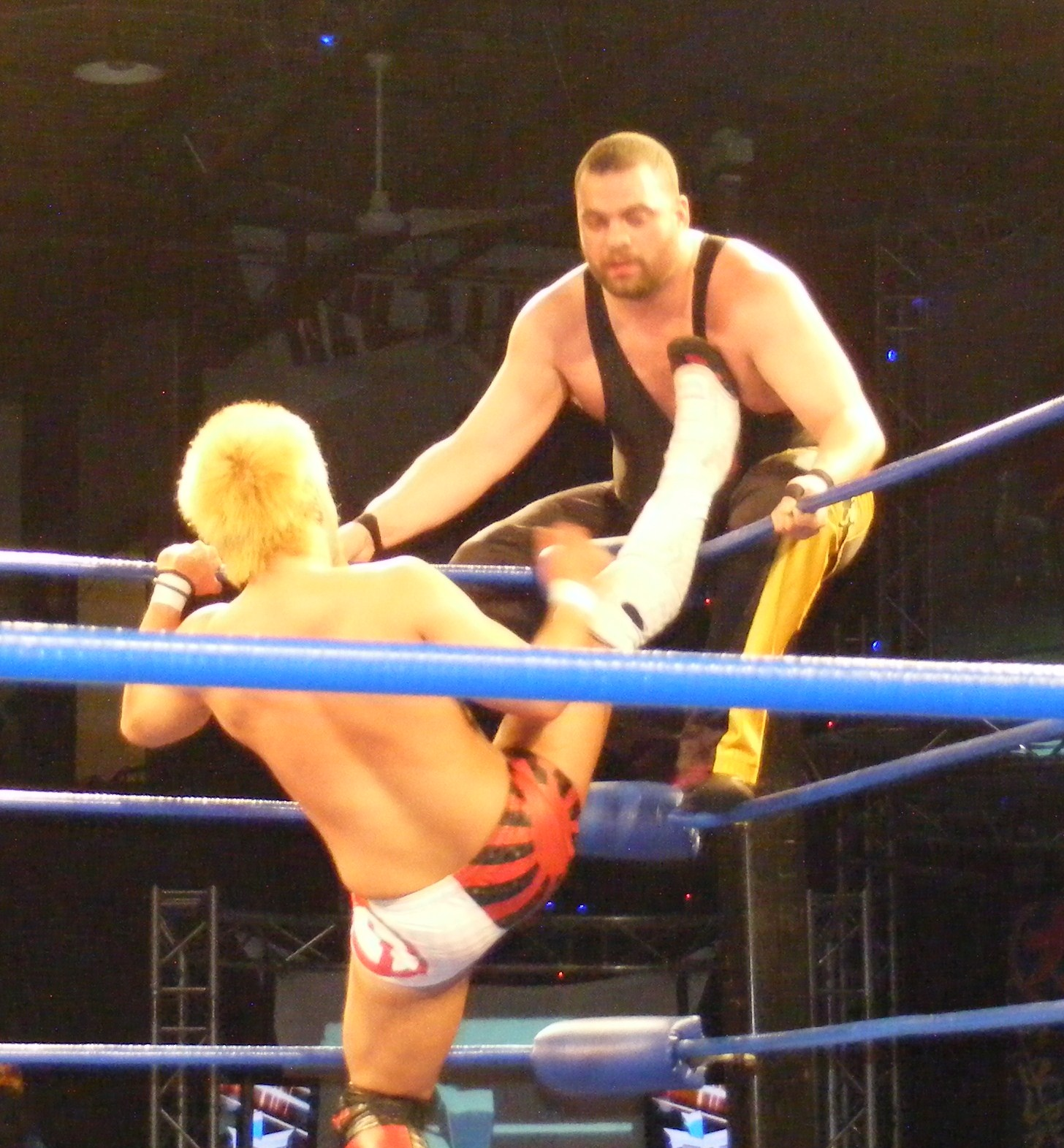
Tozawa wykonujący bicycle kick na Eddiem Kingstonie.

  - Drop Zone (Diving senton) – od 2017
  - Shining wizard
  - Snap German suplex[4] – 2016–2017; po 2017 używany jako zwykły ruch
  - Tozawa Driver 2007 (Sitout suplex slam)[72] – 2007
- Inne ruchy
  - Apron Kara Tozawa / Tozawa from the Apron (Rozbieg z krawędzią the ring apron, przeskok nad górną liną i wykonanie springboard headbuttu)[69][70][73]
  - Ganki (Running meteora, wskok na ramiona przeciwnika i przypięcie rana pin)[69][70]
  - Hurray! Hurray! Tozawa! (Diving headbutt)[72] – 2005–2008
  - Wariacje suplexów
    - German suplex[1][74], czasem wykonany z górnej liny[75]
    - Saito suplex[5]
    - Superplex[76][77]
    - Tozawa Backdrop Hold (Bridging belly-to-back suplex)[78][79]

  - Wariacje suicide dive’ów[26]
  - Rapid knife-edged chops w przeciwnika w narożniku[80][81][82]
  - Sankaigan Zanjyu (Senton, czasem w przeciwnika w narożniku z krzesełkiem przysuniętym do jego tułowia)[72][75]
- Menedżerowie
  - Titus O’Neil
- Przydomki
  - „Big Over”[83]
  - „Mr. High Tension”[69]
  - „Sun of the Ring”[2]
  - „The Stamina Monster”
- Motywy muzyczne
  - „Be Naked” ~ Neo Atomic Motor[1][69]
  - „Strawberry Moon” ~ CFO$ (WWE; od 2016)[84]

## Mistrzostwa i osiągnięcia
- Anarchy Championship Wrestling
  - ACW U–30 Young Gun Championship (1 raz)[28]
- Dragon Gate
  - Open the Brave Gate Championship (1 raz)[58]
  - Open the Owarai Gate Championship (1 raz)[59]
  - Open the Triangle Gate Championship (2 razy) – z BxB Hulkiem i Naokim Tanisakim (1)[47] oraz Masato Yoshino i T-Hawkiem (1)
  - Open the Twin Gate Championship (3 razy) – z BxB Hulkiem (2)[41] i Shingo Takagim (1)[56]
  - Summer Adventure Tag League (2011) – z BxB Hulkiem[38]
  - Summer Adventure Tag League (2012) – z BxB Hulkiem i Naokim Tanisakim[47]
- Pro Wrestling Illustrated
  - PWI umieściło go w top 500 wrestlerów rankingu PWI 500: 274. miejsce w 2011; 124. miejsce w 2012; 238. miejsce w 2013; 219. miejsce w 2014; 177. miejsce w 2016; 131. miejsce w 2017[85]
- WWE
  - WWE Cruiserweight Championship (1 raz)[86]

### Rekordy Luchas de Apuestas
| Zwycięzca            | Przegrany                  | Miejsce        | Gala       | Data                 | Notki |
| -------------------- | -------------------------- | -------------- | ---------- | -------------------- | --- |
| Akira Tozawa (włosy) | Super Shenlong III (maska) | Tokio, Japonia | Live event | 1 sierpnia 2013(dts) | Był to eight-man tag team Mask vs. Hair match, w którym Tozawa, BxB Hulk, Kzy, Mondai Ryu i Yamato walczyli z Shenlongiem, Chihiro Tominagą, Cyber Kongiem i Shingo Takagim. |